# Aísa
Aísa egy község Spanyolországban, Huesca tartományban. Aísa Jasa, Aragüés del Puerto, Ansó, Jaca, Canfranc, Borau, Villanúa, Valle de Hecho és Urdos községekkel határos. Lakosainak száma 313 fő (2024).

## Népesség
A település népessége az utóbbi években az alábbiak szerint változott:
| Lakosok száma | 403  | 415  | 415  | 394  | 379  | 363  | 345  | 320  | 336  | 313  |
|               | 2001 | 2004 | 2006 | 2009 | 2011 | 2014 | 2016 | 2019 | 2021 | 2024 |